# Municipio Tapacarí
Das Municipio Tapacarí ist ein Verwaltungsbezirk im Departamento Cochabamba im südamerikanischen Anden-Staat Bolivien.

## Lage im Nahraum
Das Municipio Tapacarí ist das einzige Municipio der Provinz Tapacarí. Es grenzt im Nordwesten an das Departamento La Paz, im Südwesten an das Departamento Oruro, im Süden an die Provinz Arque, im Osten an die Provinz Quillacollo und im Norden an die Provinz Ayopaya.
Die größte Siedlung ist Tapacarí im Zentrum des Municipios mit 515 Einwohnern. (Volkszählung 2012)

## Geographie
Das Municipio Tapacarí liegt östlich des Altiplano zwischen den Höhenzügen der Serranía de Sicasica und der Cordillera Mazo Cruz, die wiederum ein Teil der bolivianischen Cordillera Oriental ist. Die Region ist gekennzeichnet durch ein typisches Tageszeitenklima, bei dem die Temperaturunterschiede im Tagesverlauf deutlicher ausfallen als die jahreszeitlichen Temperaturunterschiede.
Die mittlere Jahrestemperatur der Region liegt bei 10 bis 11 °C (siehe Klimadiagramm Tapacarí), die Monatsdurchschnittstemperaturen schwanken zwischen 6 und 7 °C im Juni/Juli und 13 °C im November/Dezember. Der Jahresniederschlag beträgt etwa 600 mm und fällt vor allem von Dezember bis Februar mit Monatsniederschlägen von 100 bis 140 mm, während in den Wintermonaten von Mai bis September eine Trockenzeit mit Monatsniederschlägen von weniger als 15 mm herrscht.

## Bevölkerung
Die Einwohnerzahl ist von 1992 bis 2001 um etwa ein Viertel angestiegen und stagniert seither:
| Jahr | Einwohner | Quelle       |
| ---- | --------- | ------------ |
| 1992 | 19.202    | Volkszählung |
| 2001 | 25.919    | Volkszählung |
| 2012 | 24.595    | Volkszählung |
| 2024 | 24.534    | Volkszählung |

Die Bevölkerungsdichte des Municipios betrug 14,9 Einwohner/km² bei der Volkszählung von 2024, der Anteil der städtischen Bevölkerung ist 0 Prozent.
Die Lebenserwartung der Neugeborenen lag im Jahr 2001 bei 52,4 Jahren.
Der Alphabetisierungsgrad bei den über 19-Jährigen beträgt 50,8 Prozent, und zwar 69,3 Prozent bei Männern und 33,2 Prozent bei Frauen (2001).

## Politik
Ergebnis der Regionalwahlen (concejales del municipio) vom 4. April 2010:
| Wahl- berechtigte |  | Wahl- beteiligung | gültige Stimmen |  | MAS-IPSP | MSM   |
| ----------------- |  | ----------------- | --------------- |  | -------- | ----- |
| 11.304            |  | 9.627             | 7.724           |  | 7.274    | 450   |
|                   |  | 85,2 %            | 80,2 %          |  | 94,2 %   | 5,8 % |

Ergebnis der Regionalwahlen (elecciones de autoridades políticas) vom 7. März 2021:
| Wahl- berechtigte |  | Wahl- beteiligung | gültige Stimmen |  | MAS-IPSP | SOMOS  | MTS    | UNIDOS.CBBA | FPV    | SÚMATE |
| ----------------- |  | ----------------- | --------------- |  | -------- | ------ | ------ | ----------- | ------ | ------ |
| 11.870            |  | 10.414            | 8.973           |  | 8.378    | 191    | 152    | 56          | 55     | 48     |
|                   |  | 87,73 %           | 86,16 %         |  | 93,37 %  | 2,13 % | 1,69 % | 0.62 %      | 0,61 % | 0,53 % |

## Gliederung
Das Municipio Tapacarí untergliederte sich bei der letzten Volkszählung von 2012 in die folgenden vier Kantone (cantones):
- 03-1101-01 Kanton Ramadas – 153 Ortschaften – 9.844 Einwohner (2001: 6.508 Einwohner)
- 03-1101-02 Kanton Leque – 26 Ortschaften – 2.720 Einwohner (2001: 3.911 Einwohner)
- 03-1101-03 Kanton Challa – 58 Ortschaften – 6.102 Einwohner (2001: 6.061 Einwohner)
- 03-1101-04 Kanton Tapacarí – 59 Ortschaften – 5.929 Einwohner (2001: 9.429 Einwohner)

## Ortschaften im Municipio Tapacarí
- Kanton Ramadas
  - Kjarkas 325 Einw. – Kallani Centro 218 Einw. – Huarancaiza 143 Einw. – Kochi Pampa 48 Einw.
- Kanton Leque
  - Villa Pereira 218 Einw. (2001)
- Kanton Challa
  - Challa Grande 529 Einw. – Tallija Confital 475 Einw. – Japo Kasa 389 Einw. – Lacolaconi 382 Einw.
- Kanton Tapacarí
  - Tapacarí 515 Einw. – Llavini 347 Einw. – Ramadas 169 Einw.